# Go with the NO!
Trwa reanimacja tego artykułu/biogramu. Pomóż go nam poprawić.
Go with the NO! – pierwszy album studyjny amerykańskiej grupy Mahavatar.

## Lista utworów
1. Cult - 3:59
2. By The Numbers - 4:09
3. Raw - 4:44
4. Open Your Minds - 4:05
5. Psychos - 5:57
6. Deep Cobble - 4:25
7. Anger - 3:05
8. The Time Has Come - 6:18

## Twórcy
- Lizzy Hayson - wokal
- Karla Williams - gitara
- Shahar Mintz - wokal,gitara
- Szymon Rapacz - bas
- Glenn Grossman - perkusja